# 南京人报
南京人报，是1936年4月8日张恨水出资创办的报纸，张恨水任社长，张友鸾任副社长兼总经理，社址位于中山南路。1937年12月9日被迫停刊，1946年4月8日复刊。1949年2月遭国民党捣毁而停刊，7月7日复刊。1950年4月与《新民报》合并，5月改为公营，1952年4月奉命停刊。